# Estación de Sainz de Baranda
Sainz de Baranda es una estación de las líneas 6 y 9 del Metro de Madrid situada bajo la calle del Doctor Esquerdo, en las proximidades de la intersección con la calle Alcalde Sainz de Baranda, en el madrileño distrito de Retiro.

## Historia
La estación se abrió al público el 11 de octubre de 1979 dentro del tramo Cuatro Caminos - Pacífico de la línea 6. El 31 de enero de 1980 se abrió el primer tramo de la línea 9, cuyos andenes se encuentran a mayor profundidad que los de la línea 6, que arrancaba de esta estación llegando hasta Pavones. Dejó de ser estación terminal el 24 de febrero de 1986, con la inauguración del tramo de enlace de la línea 9 y la línea 9B entre Avenida de América y esta estación.
El mural "Formas en el Espacio" que se encuentra en uno de los accesos a la estación es obra del artista Eladio García de Santibáñez (E.G. de Santibáñez). Mural cerámico vitrificado con relieve y barro refractario cocido a gran fuego. Dimensiones: 7m de longitud y 2,70m de altura. (www.santibanez-art.com)

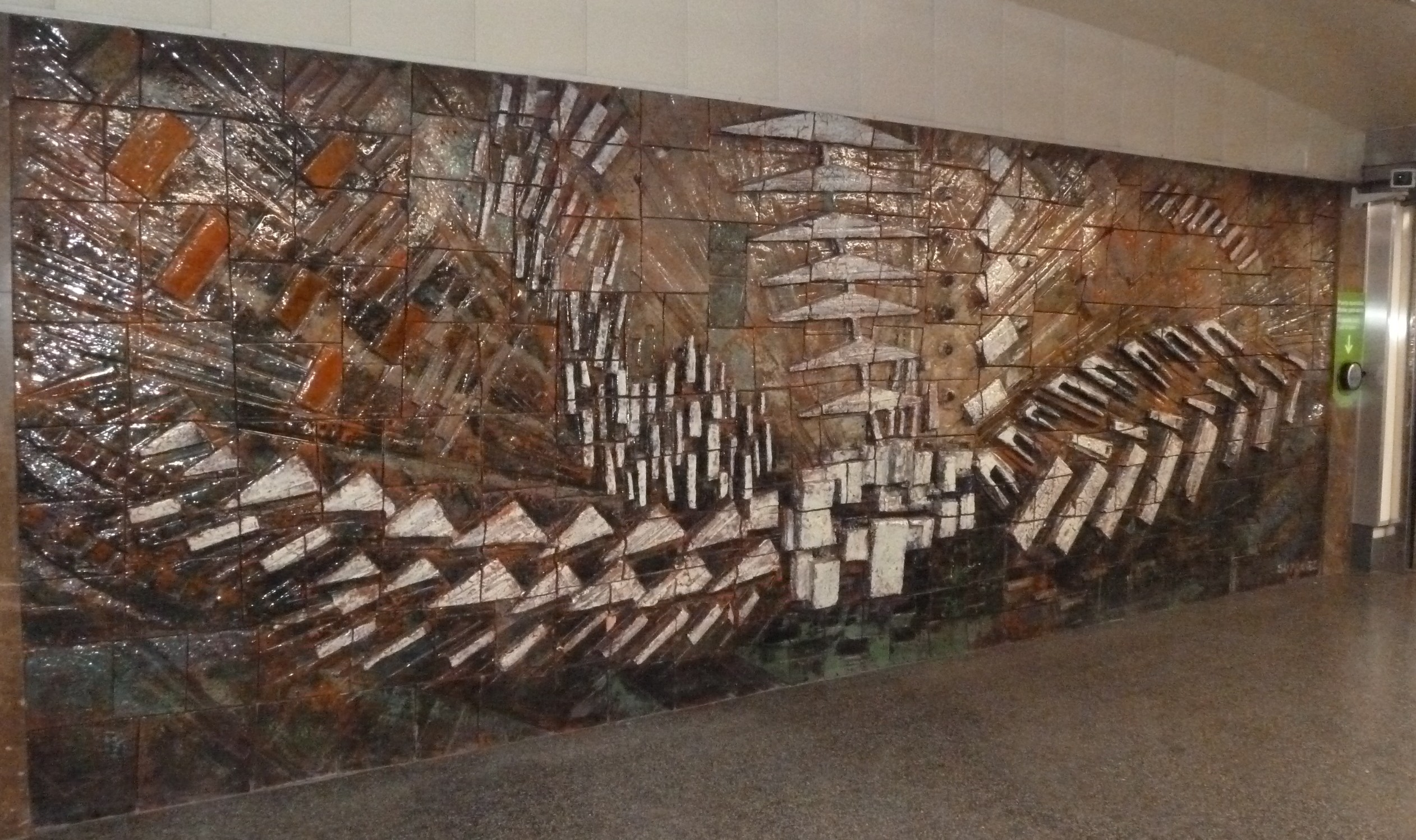
Mural cerámico "formas en el Espacio" autor Eladio García de Santibáñez

Entre el 1 y el 31 de julio de 2021 actuó como cabecera de la línea 6 por el corte de esta entre Pacífico y Sainz de Baranda, que permanecía cerrado al público por obras. Durante las obras circuló un Servicio Especial de autobús entre las dos estaciones, con parada en Conde de Casal.
Desde el 30 de julio hasta el 9 de septiembre de 2022 el tramo Sainz de Baranda - Nuevos Ministerios de la línea 6 permaneció cortado por obras, por lo que esta estación actuó de cabecera. En su lugar, existió un servicio especial de autobús sin coste para el viajero y con parada en el entorno de las estaciones afectadas. El servicio en línea 9 no se vio afectado.

## Accesos
Vestíbulo Sainz de Baranda
- Sainz de Baranda C/ Doctor Esquerdo, s/n (próximo a concesionario Citroën)
- José Martínez de Velasco C/ Doctor Esquerdo, 103 (semiesquina C/ Rafael Salazar)
- Moneda C/ Doctor Esquerdo, 107 (semiesquina C/ Moneda)
- Doctor Esquerdo C/ Doctor Esquerdo, s/n (próximo a concesionario Citroën)

Vestíbulo Doctor Esquerdo / Ascensor
- Ascensor 1 C/ Doctor Esquerdo, 66 (próximo a concesionario Citroën)
- Ascensor 2 C/ Doctor Esquerdo, 66

## Líneas y conexiones

### Metro
| << cabecera   | < estación     | línea | estación > | cabecera >>                                         |
| ------------- | -------------- | ----- | ---------- | --------------------------------------------------- |
| Circular      | Conde de Casal |       | O'Donnell  | Circular                                            |
| Paco de Lucía | Ibiza          |       | Estrella   | Arganda del Rey Cambio de tren en Puerta de Arganda |

### Autobuses
| Diurnos   |                                                |                                                              |
| Línea     | Destino                                        | Parada                                                       |
| 2         | Plaza de Manuel Becerra                        | 2162 METRO SAINZ DE BARANDA (C/ Alcalde Sainz de B., 64)     |
| 15        | La Elipa                                       | 2162 METRO SAINZ DE BARANDA (C/ Alcalde Sainz de B., 64)     |
| 215       | Parque de Roma                                 | 2162 METRO SAINZ DE BARANDA (C/ Alcalde Sainz de B., 64)     |
| 15        | Sol / Sevilla                                  | 2163 METRO SAINZ DE BARANDA (C/ Alcalde Sainz de B., 65)     |
| 215       | Avenida de Felipe II                           | 2163 METRO SAINZ DE BARANDA (C/ Alcalde Sainz de B., 65)     |
| 30        | Pavones                                        | 4712 METRO SAINZ DE BARANDA (C/ Dr. Esquerdo frente al Nº97) |
| 56        | Puente de Vallecas                             | 4712 METRO SAINZ DE BARANDA (C/ Dr. Esquerdo frente al Nº97) |
| 143       | Villa de Vallecas                              | 4712 METRO SAINZ DE BARANDA (C/ Dr. Esquerdo frente al Nº97) |
| 156       | Plaza de Legazpi                               | 4712 METRO SAINZ DE BARANDA (C/ Dr. Esquerdo frente al Nº97) |
| 30        | Avenida de Felipe II                           | 4713 METRO SAINZ DE BARANDA (C/ Dr. Esquerdo, 97)            |
| 56        | Diego de León                                  | 4713 METRO SAINZ DE BARANDA (C/ Dr. Esquerdo, 97)            |
| 143       | Plaza de Manuel Becerra                        | 4713 METRO SAINZ DE BARANDA (C/ Dr. Esquerdo, 97)            |
| 156       | Plaza de Manuel Becerra                        | 4713 METRO SAINZ DE BARANDA (C/ Dr. Esquerdo, 97)            |
| Nocturnos |                                                |                                                              |
| Línea     | Destino                                        | Parada                                                       |
| N8        | Pavones                                        | 4712 METRO SAINZ DE BARANDA (C/ Dr. Esquerdo frente al Nº97) |
| NC1       | Circular 1 (> Atocha - Pza. España)            | 4712 METRO SAINZ DE BARANDA (C/ Dr. Esquerdo frente al Nº97) |
| N8        | Plaza de Cibeles                               | 4713 METRO SAINZ DE BARANDA (C/ Dr. Esquerdo, 97)            |
| NC2       | Circular 2 (> Manuel Becerra - Cuatro Caminos) | 4713 METRO SAINZ DE BARANDA (C/ Dr. Esquerdo, 97)            |

## Curiosidades
- Una mujer da a luz en la estación de metro de Sainz de Baranda

- Datos: Q2004752
- Multimedia: Estación de Sainz de Baranda / Q2004752